# فرد وردن
فرد وردن (بالإنجليزية: Fred Worden)‏ هو لاعب كرة قاعدة أمريكي، ولد في 4 سبتمبر 1894 في سانت لويس في الولايات المتحدة، وتوفي بنفس المكان في 9 نوفمبر 1941.

## وصلات خارجية
- فرد وردن على موقعبيزبول رفرنس.كوم (الدوري الرئيسي) (الإنجليزية)
- فرد وردن على موقعبيزبول رفرنس.كوم (الدوري الثانوي) (الإنجليزية)